# Сиволап Дмитро Спиридонович
Дмитро Спиридонович Сиволап (27 липня 1922, село Полонисте, тепер Голованівського району Кіровоградської області — ?) — український радянський партійний діяч, журналіст, секретар Кіровоградського обласного комітету КПУ, начальник головного управління кіновиробництва Державного комітету Ради міністрів УРСР по кінематографії.

## Біографія
Навчався в Одеському інституті інженерів морського флоту. 
З жовтня 1940 року — червонофлотець. Учасник німецько-радянської війни, захисник Севастополя. Служив гарматним номером та командиром гармати батареї 1586-го зенітного артилерійського полку 47-ї зенітної артилерійської дивізії Резерву головного командування. Воював на Південному, Північно-Західному, 2-му Прибалтійському і 2-му Білоруському фронтах.
Член ВКП(б) з серпня 1943 року.
Після демобілізації перебував на журналістській та партійній роботі в районах Кіровоградської області, а з 1955 року — заступник завідувача відділу пропаганди і агітації Кіровоградського обласного комітету КПУ.
17 січня 1963 — 14 грудня 1964 року — секретар Кіровоградського сільського обласного комітету КПУ з питань ідеології.
15 грудня 1964 — 1970 року — заступник голови виконавчого комітету Кіровоградської обласної ради депутатів трудящих.
У серпні 1970 — 17 грудня 1973 року — секретар Кіровоградського обласного комітету КПУ з питань ідеології. Очолював редакційну колегію тому «Історія міст і сіл Української РСР. Кіровоградська область».
З 28 червня 1973 до 19 грудня 1985 року — 1-й заступник голови Державного комітету Ради міністрів УРСР по кінематографії — начальник головного управління кіновиробництва.
З грудня 1985 року — персональний пенсіонер у Києві. Співробітник республіканського Музею великої вітчизняної війни.

## Нагороди
- орден Вітчизняної війни І ст. (6.04.1985)
- орден Слави ІІІ ст. (5.04.1944)
- ордени
- медаль «За бойові заслуги» (9.07.1943)
- медаль «За відвагу» (26.07.1945)
- медаль «За трудову доблесть» (26.02.1958)
- медалі